# 入山章栄
入山 章栄（いりやま あきえ、1972年 - ）は、日本の経営学者。専門分野は、経営戦略、グローバル経営。早稲田大学大学院経営管理研究科（早稲田大学ビジネススクール）教授。

## 略歴・人物
東京都練馬区出身（出生地は調布市）。
東京学芸大学附属大泉小学校、東京学芸大学附属大泉中学校（現・東京学芸大学附属国際中等教育学校）、東京学芸大学附属高等学校、1996年慶應義塾大学経済学部卒業（木村福成ゼミナール）、1998年同大学院経済学研究科修士課程修了。
三菱総合研究所で主に自動車メーカーや国内外政府機関へのコンサルティング業務に従事した後、2008年ピッツバーグ大学経営大学院よりPh.D.を取得。同年よりニューヨーク州立大学バッファロー校ビジネススクール助教授。
2013年早稲田大学大学院経営管理研究科准教授、2019年教授。
1年の3分の1はフィリピンで過ごしているという。2019年、第38回ベスト・ファーザー イエローリボン賞経済部門ならびに第11回ベスト・ネクタイスト賞を受賞。

## 著書

### 単著
- 『世界の経営学者はいま何を考えているのか』（2012年、英治出版）
- 『ビジネススクールでは学べない世界最先端の経営学』（2015年、日経BP）
- 『世界標準の経営理論』（2019年、ダイヤモンド社）

### 共著
- 『地域再生の失敗学』飯田泰之・川崎一泰・木下斉・林直樹・熊谷俊人著（2016年、光文社新書）
- 『ビジネスマンの基礎知識としてのMBA入門2』淺羽茂・内田和成・根来龍之著（2018年、日経BP）

### 訳書
- 『両利きの経営』チャールズ・A・オライリー、マイケル・L・タッシュマン著（2019年、東洋経済新報社）

## 出演

### テレビ
- 『ワールドビジネスサテライト』（テレビ東京） - コメンテーター
- 『羽鳥慎一モーニングショー』（テレビ朝日） - コメンテーター
- 『アダモステの空 未来に羽ばたく企業たち』（BSテレビ東京） - 講師
- 『賢者の選択 sucession』（BS12トゥエルビ） - MC

### ラジオ
- 『The News Masters TOKYO』（2017年4月 - 2019年3月13日、文化放送） - ニュースマスター（水曜担当）
- 『みらいブンカ village』（2019年10月1日 - 2020年3月24日、文化放送） - 火曜パーソナリティ
- 『西川あやの おいでよ!クリエイティ部』（2022年4月7日 - 、文化放送） - 木曜スタジオ部員（コメンテーター）
- 『浜松町 Innovation Culture Cafe』（2019年10月1日 - 、文化放送） - 月曜パーソナリティ

### 音声講義
- 『マンガと経営学』（2021年2月、VOOX）